# Disques Jackman
Les Disques Jackman est un label phonographique de l'île de La Réunion, créé en 1968 dans la foulée de la création du Club Rythmique par Jean-Jacques Cladère, alors propriétaire de la boîte de nuit le Scotch Club. Cladère est également créateur de la Compagnie Phonographique de Bourbon (CPB) en 1963. Jackman publie essentiellement des formats vinyles 45 tours (deux titres).
Jackman, malgré sa courte existence (Jean-Jacques Cladère quitte soudainement La Réunion en 1975), a été un important promoteur du séga populaire moderne, avec des artistes intemporels comme (entre autres) Rolland Raëlison, Michel Admette, Marie-Armande et Henri-Claude Moutou, Michel Adélaïde.
La plupart des pressages étaient réalisés à Madagascar (par Discomad) et en France métropolitaine.
Le Club Rythmique est exclusivement l'orchestre qui accompagne les vocalistes de ces 45 tours.

## Discographie sélective
- Marie-Armande Moutou & Henri-Claude Moutou, Mariage L'est Pas Badinage / Je Te Donnerai (Disques Jackman J.40144)
- Michel Adélaïde, J'ai Tout Ça Dans Mon Île / Venez Danser Le Cha Cha Cha (1977)
- Michel Admette, Citarane l'arrivé / Bonne Heureuse Année Créole (Disques Jackman J.40159)
- Michel Admette, Marchand Letchis / Monsieur Moto (Disques Jackman J. 40203)